# Phidippus pruinosus
Phidippus pruinosus là một loài nhện trong họ Salticidae.
Loài này thuộc chi Phidippus. Phidippus pruinosus được Elizabeth Maria Gifford Peckham & George William Peckham miêu tả năm 1909.